# Flórida Sul
A Flórida Sul ou Sul da Flórida é a região mais ao sul do estado americano da Flórida . É uma das três regiões mais comumente chamadas de regiões "direcionais" da Flórida, sendo as outras regiões a Flórida Central e o Flórida Norte . Inclui a populosa  área metropolitana de Miami, Florida Keys e outras localidades . O sul da Flórida é a única parte do território continental dos Estados Unidos com clima tropical  .

## Área
Como acontece com todas as regiões vernáculas, o sul da Flórida não tem fronteiras ou status oficial e é definido de forma diferente por diferentes fontes. Um estudo de 2007 das regiões da Flórida por Ary Lamme e Raymond K. Oldakowski descobriu que os moradores da Flórida pesquisados identificaram o "Sul da Flórida" como compreendendo as seções mais ao sul da península da Flórida , ou seja, de Júpiter, Flórida, ao sul. Essa área inclui a área metropolitana de Miami (geralmente definida como condados de Miami-Dade, Broward e Palm Beach ) , Florida Keys e a região interior conhecida como Glades . Além disso, o sudoeste da Flórida, representando o sul da Costa do Golfo do estado, emergiu como uma região vernácula direcional. Alguns entrevistados do extremo noroeste da área da baía de Tampa ao sul identificaram sua região como sendo no sul da Flórida, em vez de sudoeste ou Flórida Central. Para confundir ainda mais a questão, a Universidade do Sul da Flórida , nomeada em parte devido ao seu status de universidade pública mais meridional do estado na época de sua fundação em 1957, está localizada em Tampa .
A Enterprise Florida, a agência de desenvolvimento econômico do estado, identifica "Sudeste da Flórida" como uma das oito regiões econômicas usadas pela agência e outras entidades estaduais e externas , incluindo o Departamento de Transporte da Flórida . Algumas entidades designam alternadamente esta região como "Sul da Flórida" . Sua definição inclui muito do mesmo território que o relatório de Lamme e Oldakowski (exceto a Costa do Golfo e grande parte da região das Glades interiores) , bem como área adicional. Inclui o condado de Monroe (as Chaves) e os três condados metropolitanos de Miami-Dade, Broward e Palm Beach, bem como os três condados da " Costa do Tesouro " de Indian River, St. Lucie e Martin ao norte .

## Demografia
Os dados demográficos dos residentes do sul da Flórida podem ser segmentados da seguinte forma :
| População % | Local de nascimento       |
| ----------- | ------------------------- |
| 32,2%       | Estado da flórida         |
| 33,0%       | Em outros lugares nos EUA |
| 34,8%       | Fora dos EUA              |

Mais de 87,2% de todos os estrangeiros residentes no sul da Flórida vêm da América Latina .

## Cidades

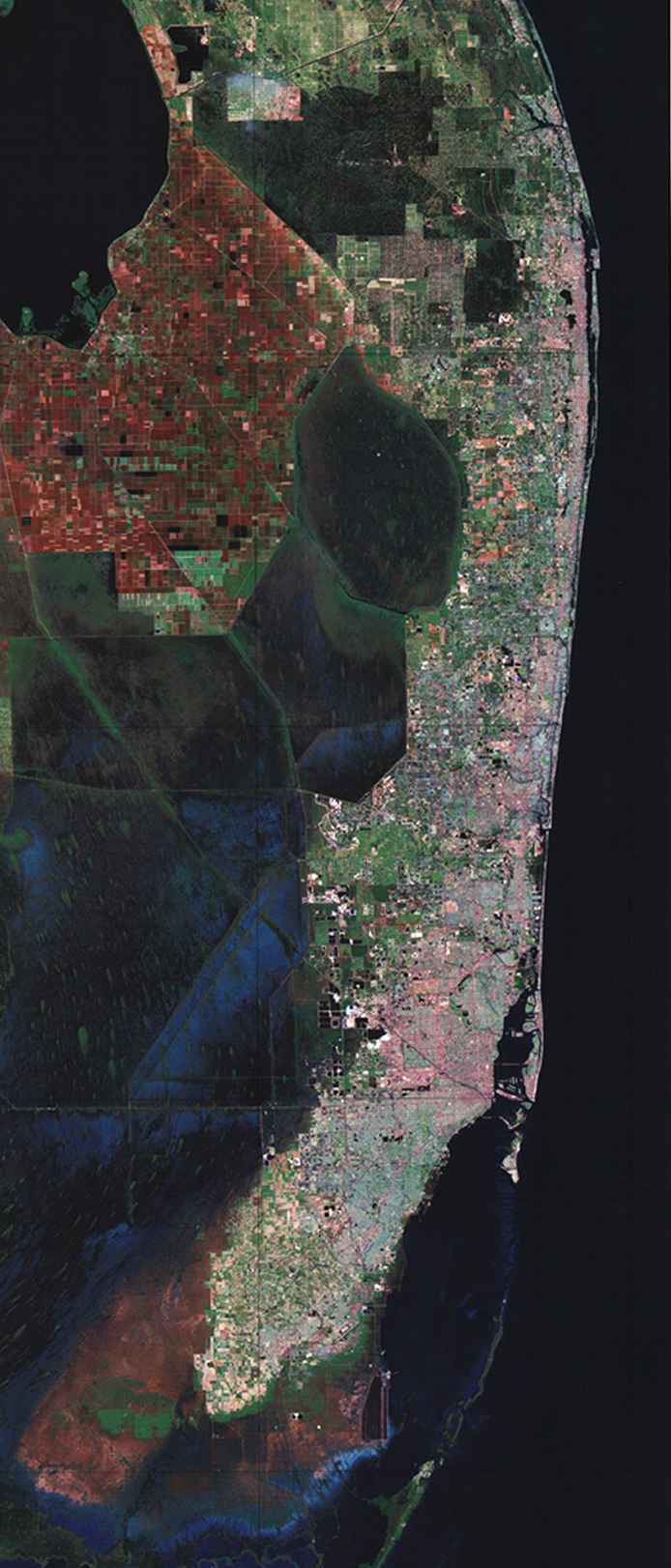
Imagens de satélite da Área Metropolitana de Miami

Maiores cidades no sul da Flórida em população:
| Cidade          | População de 2010 | População de 2.000 | município  |
| --------------- | ----------------- | ------------------ | ---------- |
| Miami           | 399.457           | 362.470            | Miami-Dade |
| Hialeah         | 224.669           | 226.419            | Miami-Dade |
| Fort Lauderdale | 165.521           | 152.397            | Broward    |
| Port St. Lucie  | 164.603           | 88.769             | St. Lucie  |
| Pembroke Pines  | 154.750           | 137.427            | Broward    |
| Hollywood       | 140.768           | 139.368            | Broward    |
| Miramar         | 122.041           | 72.739             | Broward    |
| Coral Springs   | 121.096           | 117.549            | Broward    |
| Miami Gardens   | 107.167           | 124.656            | Miami-Dade |
| West Palm Beach | 99.919            | 82.103             | Palm Beach |
| Pompano Beach   | 99.845            | 78.191             | Broward    |
| Davie           | 91.992            | 75.720             | Broward    |
| Praia de Miami  | 87.779            | 87.933             | Miami-Dade |
| Plantação       | 84.955            | 82.934             | Broward    |
| Nascer do sol   | 84.439            | 85.787             | Broward    |
| Boca Raton      | 84.392            | 74.764             | Palm Beach |
| Deerfield Beach | 75.018            | 64.585             | Broward    |
| Boynton Beach   | 68.217            | 60.389             | Palm Beach |
| Lauderhill      | 66.887            | 57.585             | Broward    |
| Weston          | 65.333            | 49.286             | Broward    |
| Delray Beach    | 60.522            | 60.020             | Palm Beach |
| Herdade         | 60.512            | 31.909             | Miami-Dade |
| Tamarac         | 60.427            | 55.588             | Broward    |
| Norte de miami  | 58.786            | 59.880             | Miami-Dade |
| Wellington      | 56.508            | 38.216             | Palm Beach |
| Júpiter         | 55.156            | 39.328             | Palm Beach |
| Margate         | 53.284            | 53.909             | Broward    |
| Coconut Creek   | 52.909            | 43.566             | Broward    |

## Cultura

### Sotaque de Miami
O sotaque de Miami é um sotaque regional do dialeto inglês americano falado no sul da Flórida, particularmente nos condados de Miami-Dade, Broward, Palm Beach e Monroe . O sotaque nasceu no centro de Miami, mas se expandiu para o resto do sul da Flórida nas décadas desde 1960. O sotaque de Miami é mais prevalente nos jovens americanos do sul da Flórida.
O sotaque de Miami é baseado em um sotaque americano razoavelmente padrão, mas com algumas mudanças muito semelhantes aos dialetos do Atlântico Central (especialmente o dialeto da área de Nova York, o inglês do norte de Nova Jersey e o inglês latino de Nova Iorque . ) Ao contrário dos dialetos Virginia Piedmont, Coastal Southern American e Northeast American, o "sotaque de Miami" é rótico ; também incorpora um ritmo e pronúncia fortemente influenciados pelo espanhol (onde o ritmo é sincronizado por sílaba ).

### Política

Cape Florida Light, um farol em Cape Florida, no extremo sul de Key Biscayne, no condado de Miami-Dade, Flórida. Construído em 1825

Lamme e Oldakowski identificam vários elementos demográficos, políticos e culturais que caracterizam o sul da Flórida e o distinguem de outras áreas do estado. Muitas de suas diferenças parecem ser causadas por seu nível proporcionalmente mais alto de migração dos estados do norte dos Estados Unidos e do Caribe e da América Latina, especialmente na área densamente povoada de Miami. Politicamente, o sul da Flórida é mais liberal do que o resto do estado. Embora menos de 10% das pessoas no Norte ou Central da Flórida considerassem que sua área era liberal, mais de um terço dos habitantes do Sul da Flórida descreveu a sua região como tal. 38% caracterizaram a área como conservadora; 26% como moderado.  Isso acompanha a demografia do sul da Flórida e as descobertas de Lamme e Oldakowski são paralelas às pesquisas de Barney Warf e Cynthia Waddell sobre a geografia política da Flórida durante a eleição presidencial de 2000. A economia no sul da Flórida é muito semelhante à da Flórida Central. Em comparação com a economia mais diversificada do norte da Flórida, o turismo é de longe a indústria mais significativa no sul e centro da Flórida, com uma indústria agrícola muito menor, mas vibrante.
A pesquisa de Lamme e Oldakowski também encontrou alguns indicadores culturais que distinguem o sul da Flórida . O sul da Flórida é a única região do estado onde os alimentos étnicos são tão populares quanto a culinária americana em geral. Além disso , embora houvesse pouca variação geográfica para a maioria dos estilos de música, havia variação regional para a música country e latina . O país era significativamente menos popular no sul da Flórida do que no norte ou centro da Flórida , enquanto o latim era mais popular do que nas outras regiões.

### Planejamento urbano
O Centro Anthony J. Catanese para Soluções Urbanas e Ambientais da Florida Atlantic University observa o padrão de crescimento incomum do sul da Flórida. Ao contrário de muitas áreas com cidades centralizadas cercadas por desenvolvimento, a maior parte do sul da Flórida é uma área natural preservada e reservas agrícolas designadas, com desenvolvimento restrito a uma faixa estreita e densa ao longo da costa . A área desenvolvida é altamente urbanizada e cada vez mais contínua e descentralizada, sem cidades centrais dominantes particulares. O centro projeta que esse padrão continue no futuro.

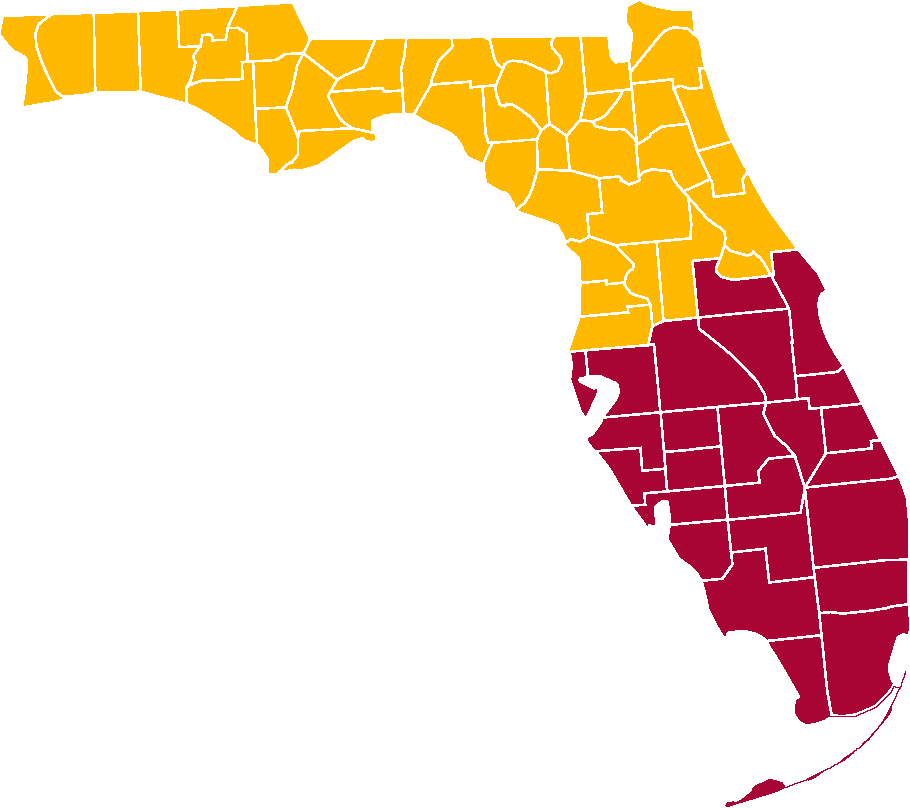
A divisão da Flórida conforme proposta pela Resolução nº 203-14-14297 do Prefeito da Cidade de South Miami e da Comissão da Cidade

Com o tempo, surgiram inúmeras propostas de divisão do estado da Flórida para formar um estado separado do Sul da Flórida. Essas propostas geralmente têm sido feitas como declarações políticas, em vez de tentativas sérias de secessão. As razões frequentemente declaradas são frustrações culturais, étnicas, econômicas e financeiras com o governo estadual em Tallahassee, que fica no norte da Flórida.
Em 2008, a North Lauderdale City Commission aprovou uma resolução pedindo um novo estado do sul da Flórida a ser formado pelos condados de Palm Beach, Broward, Miami-Dade e Monroe.
Em 2014, a cidade de South Miami aprovou uma resolução a favor da divisão do estado pela metade, com uma fronteira norte desenhada para incluir os condados de Brevard, Orange, Polk, Hillsborough e Pinellas (aproximadamente as áreas da Baía de Tampa e Orlando ). No total, o estado proposto do Sul da Flórida teria incluído 24 condados.